# Martin Lundstedt

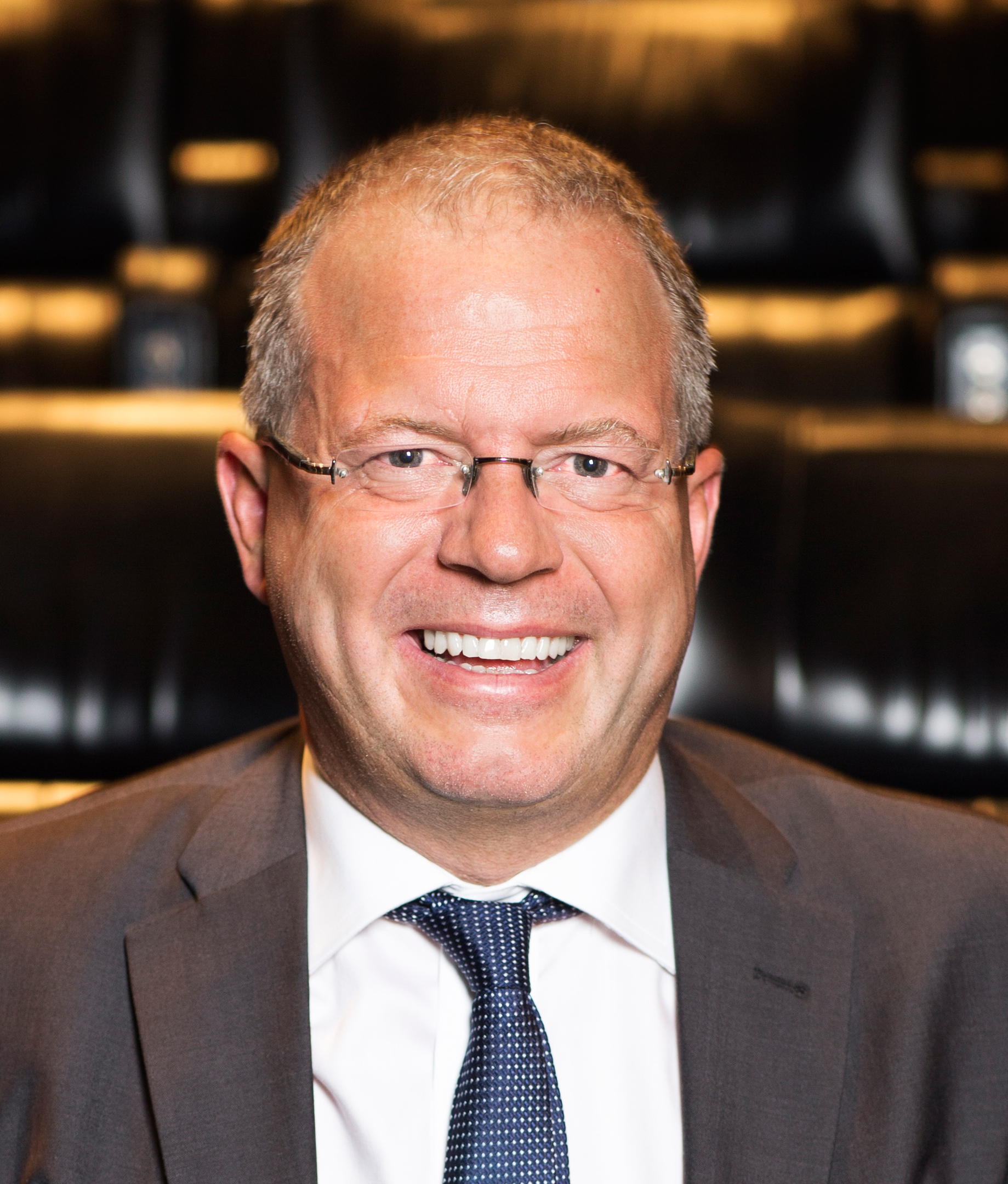
Martin Lundstedt (2015)

 Martin Lundstedt (* 1967 in Schweden) war lange Zeit Top-Manager bei Scania und ist seit 2015 CEO (Vorstandsvorsitzender)  von Volvo.

## Leben
Nach seiner Diplomierung (Master of Science) in Industrial Engineering und Management wurde Martin Lundstedt 1992 bei Scania als Trainee angestellt. Danach arbeitete er innerhalb der Motorproduktion als Produktionsingenieur und später als Betriebsleiter im Bereich Motorproduktion sowie Forschung und Entwicklung der Motoren. 2001 wurde er Direktor der Scania Produktion in Angers in Frankreich. Bei Scania in Schweden übernahm Martin Lundstedt dann 2005 die Leitung des Produktmarketings. Ein Jahr später wurde er zum Vizepräsidenten von Scania sowie zum Leiter der Lastwagensparte ernannt. 2007 wurde er Stellvertreter des damaligen Vorstandsvorsitzenden Leif Östling sowie Leiter des Lizenzbereichs und Fabrikverkaufs.
Ende 2012 löste er Leif Östling als Präsident und CEO (Vorstandsvorsitzender) der Scania AB ab. 2015 wechselte Lundstedt zu Volvo und wurde dort Chef.